# 瓜達拉哈拉省
瓜達拉哈拉省（西班牙語：Guadalajara，發音：[ɡwaðalaˈχaɾa]，转写：wādi al-ħajāra，「石头遍地的干谷」）是西班牙中部省份，屬卡斯蒂利亞-拉曼恰自治區北部。该省面积12,214平方公里，人口2017年人口253,310人，其中近四成在首府瓜達拉哈拉。288個自治市，當中四分之三的村落少於200人；有中世紀城市巴斯特拉那。

## 地理
| 西北: 塞哥維亞省 | 北: 索里亞省 | 东北: 萨拉戈萨省 |
| 西: 馬德里省     |              | 东: 特魯埃爾省   |
| 西南:馬德里省    | 南: 昆卡省   | 东南:昆卡省      |

## 经济
收入來源主要是稞麥、蔬菜和番薯種植。有兩個水力發電站。

## 人口
| 瓜達拉哈拉省 |
| |
| 统计1842-1897年的法定人口，除去1857年和1860年实际人口，19世纪人口普查. 统计1900-1991年法定人口；2001年与2011年常住人口，INE. 2017的数据是在政府登记的人口数量，INE. |

| 瓜达拉哈拉省人口构成变化图                   |
|                                              |
| 1787-2001年全省城市人口总数占总人口的百分比. |

## 图集

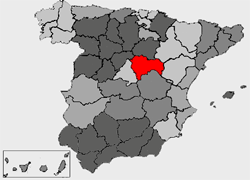
瓜達拉哈拉省
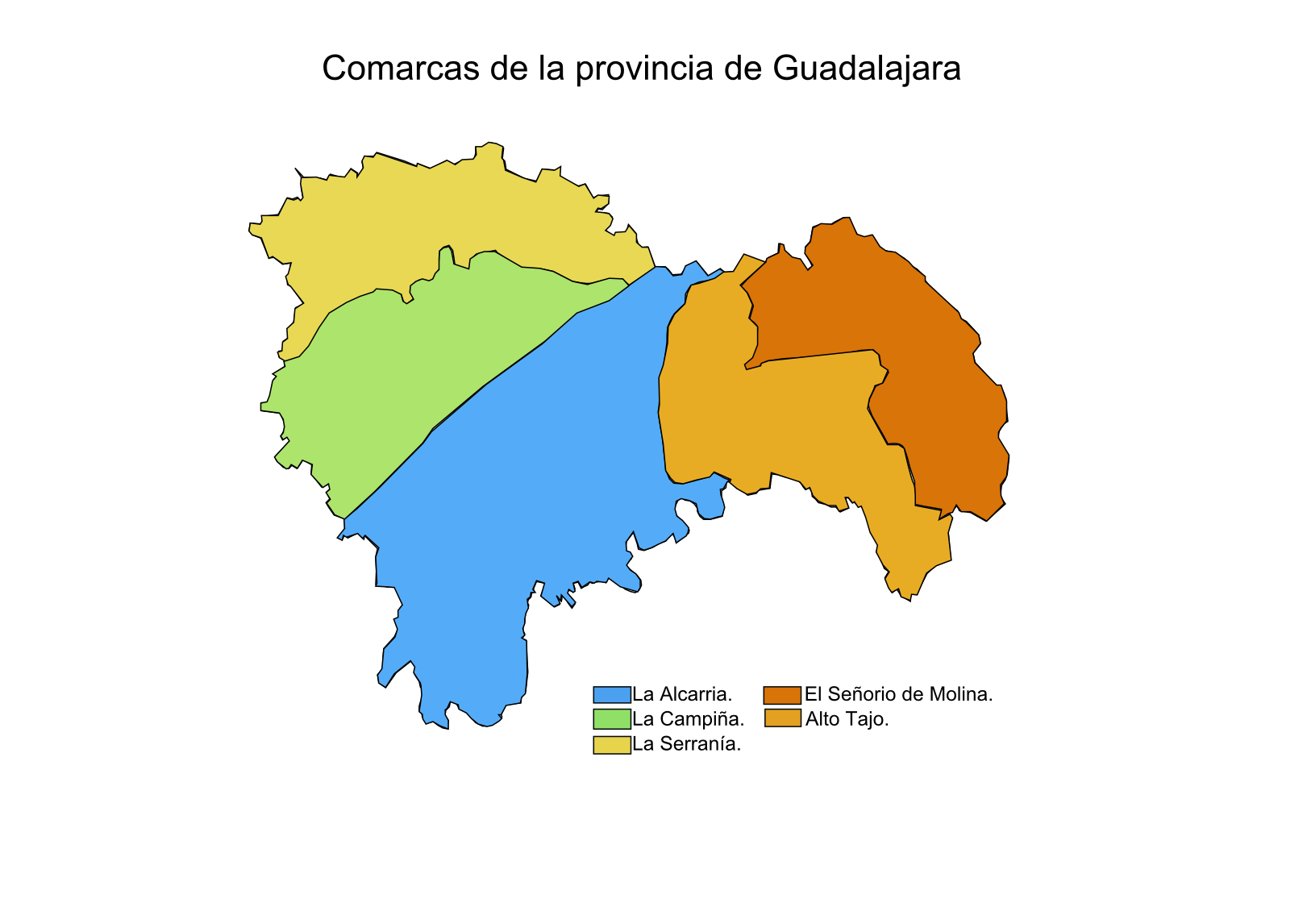
行政区划
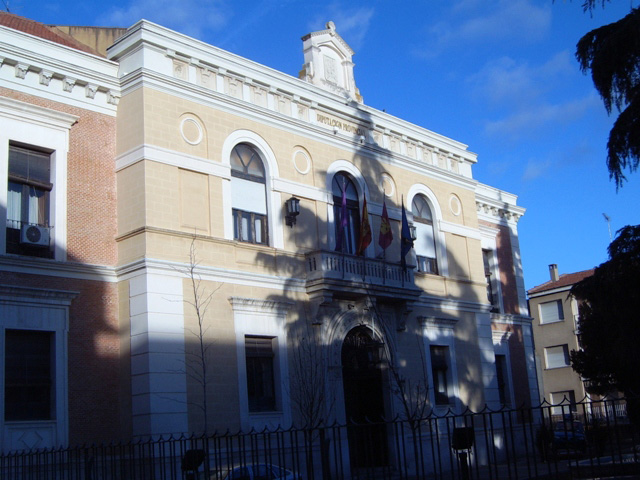
省议会
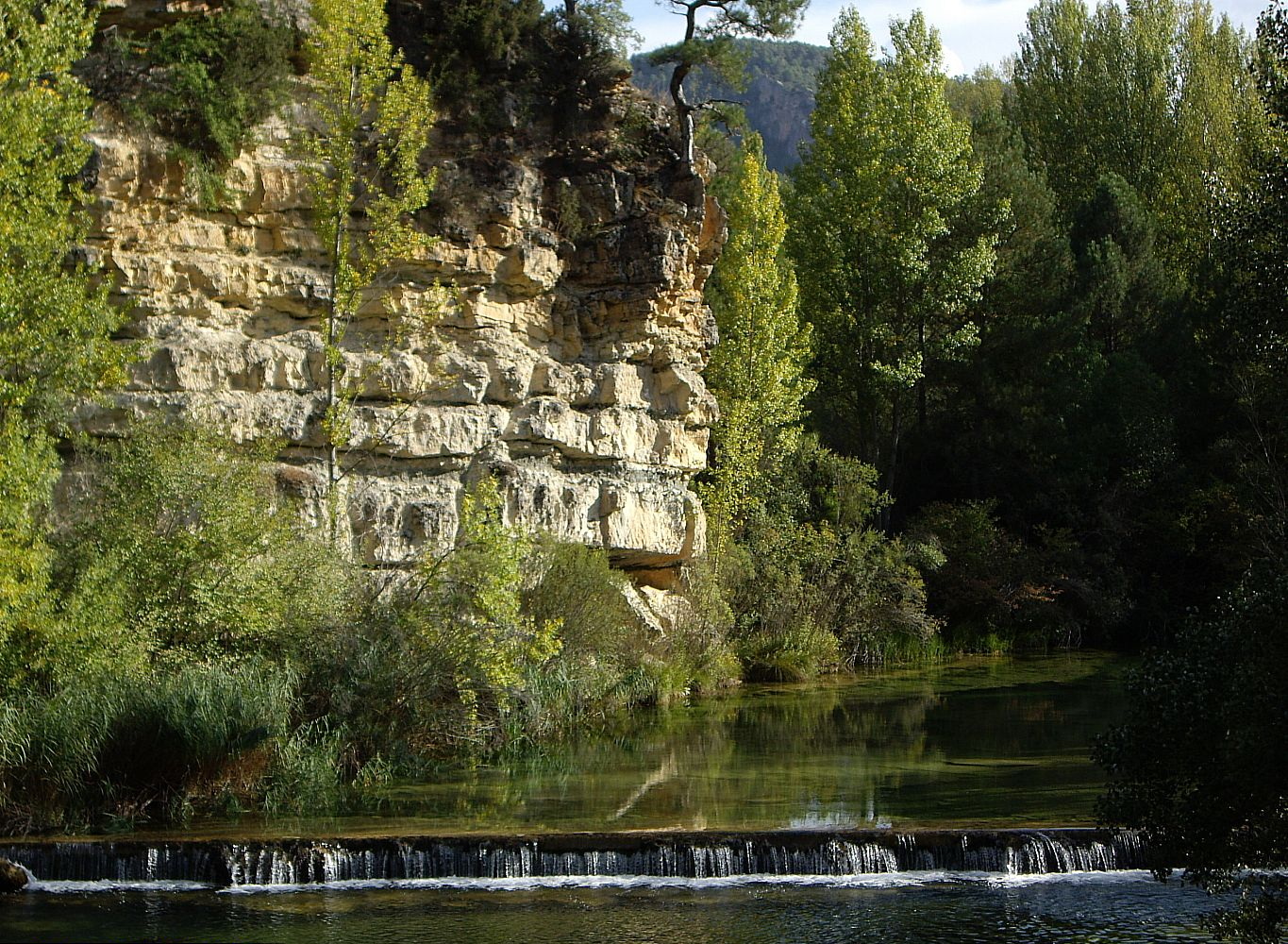
绍雷哈斯
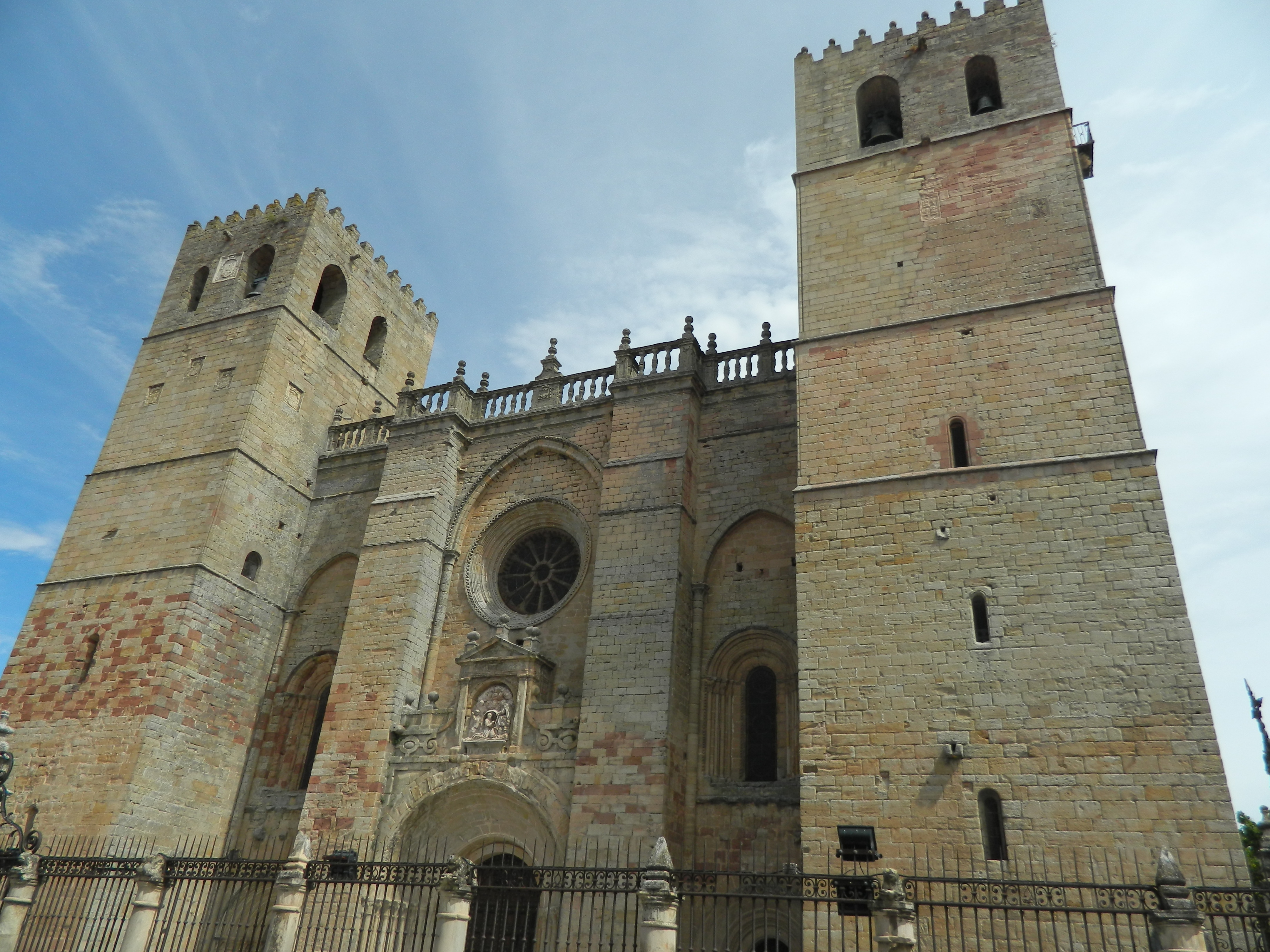
錫古恩薩主教座堂
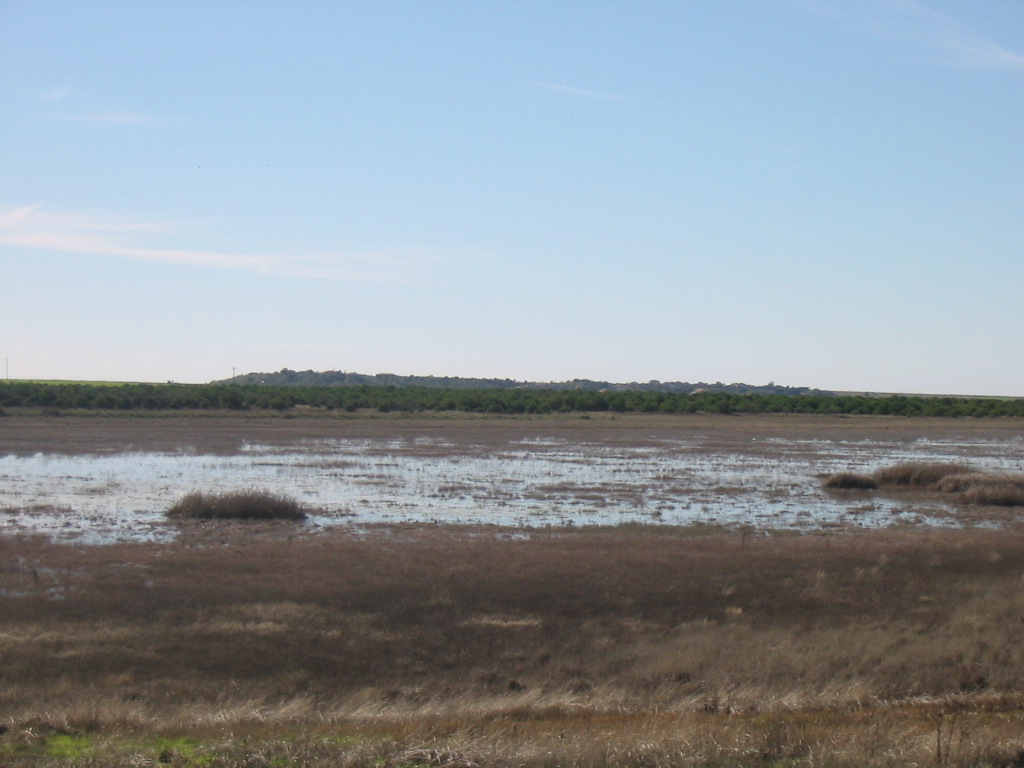
普埃夫拉德韦莱尼亚